# Dwingeloo
Dwingeloo é uma cidade a meio caminho de Meppel e Assen nos Países Baixos, na província de Drente. Dwingeloo pertence ao município de Westerveld.
Em 2001, a cidade de Dwingelo tinha 2277 habitantes. A área urbana da cidade é de 0.95 km², e tem 982 residências. 
A área de Dwingelo, que também inclui as partes periféricas da cidade, bem como a zona rural circundante, tem uma população estimada em 2560 habitantes.

## Instituições
O radiotelescópio de Dwingeloo está localizado a 3km da cidade.